# Brannerita

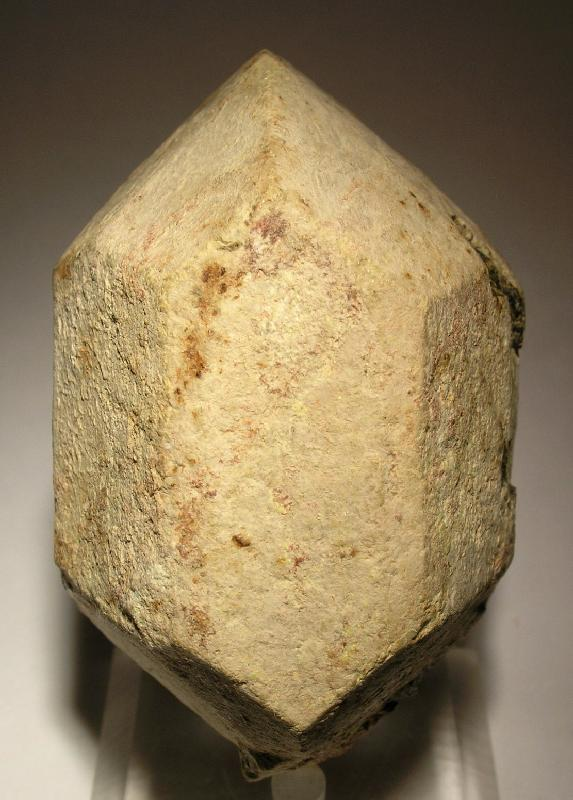
Cristal de brannerita procedente de la mina "Diéresis", Hornachuelos (Córdoba)

La brannerita es un mineral,  óxido de uranio y titanio, con contenidos variables de calcio, torio, hierro, niobio y elementos de las tierras raras. Su fórmula idealizada sería  {\displaystyle {\ce {UTi2O6}}}. Cristaliza en el sistema monoclínico, clase prismática. 
El nombre es un homenaje a John Casper Branner, geólogo estadounidense.
Es un mineral poco común, que aparece en pegmatitas como cristales que pueden alcanzar un tamaño incluso decimétrico. Estos cristales son interiormente de color negro marronáceo, opacos, aunque prácticamente siempre están recubiertos de una costra marrón claro o amarillenta, producida por la alteración del mineral primario.  También se encuentra en forma de granos en placeres con otros minerales pesados. La brannerita es siempre metamíctica, al destruirse la estructura cristalina por su propia radiactividad. Consecuentemente, presenta fractura concoide y brillo píceo o resinoso. 
Los primeros ejemplares se encontraron en placeres Kelley Gulch, Stanley, Stanley Basin District, Custer Co., Idaho, USA, que consecuentemente es la localidad tipo
En España se encontró en las pegmatitas de Sierra Albarrana, en el municipìo de Hornachuelos (Córdoba). En las minas "Diéresis" y "Beta",  y en algunas más situadas en las proximidades, que fueron explotadas por la Junta de Energía Nuclear a finales de la década de 1940, se encontraron cristales muy grandes. Estos cristales se provecharon como mena de uranio, pero algunos de ellos se distribuyeron por los principales museos y colecciones privadas del mundo.  El mayor conocido,  de 20x25 cm, roto en varios fragmentos, se encuentra en el museo  del Instituto Geológico y Minero de España.